# 反曲肖峭
反曲肖峭（学名：Tetragnatha recurva）为肖峭科肖峭属的动物。在中国大陆，分布于甘肃、四川、西藏等地。该物种的模式产地在甘肃。